# Nicolaus Riedinger
Nicolaus Riedinger (ou Nicolas Riedinger) est un orfèvre actif à Strasbourg au XVIIe siècle, l'un des maîtres les plus en vue de la période, selon l'historien de l'art Hans Haug.
Ses hanaps et ses gobelets ont parfois inspiré Sébastien Stoskopff, son beau-père en même temps que beau-frère, comme en témoignent plusieurs natures mortes du peintre.

## Biographie
Les dates précises de sa naissance et de sa mort ne sont pas connues, mais, grâce aux tables d'insculpation des orfèvres strasbourgeois, il est avéré qu'il est reçu maitre en 1609.
Par les registres paroissiaux on sait qu'il a été marié trois fois. 
En 1635, veuf, il épouse Marthe Stosskopff, sœur du peintre Sébastien Stoskopff et devient son beau-frère. En 1646, sa propre fille Anne-Marie, de son premier mariage, âgée de 25 ans et déjà veuve, épouse Sébastien Stoskopff, alors âgé de 49 ans, en l’église Saint-Thomas de Strasbourg. Il devient ainsi de surcroît son beau-père.
En 1654, à l'âge de 72 ans, Nicolas Riedinger se marie une troisième fois, au Temple-Neuf, avec Marguerite Weisskopff, âgée de 22 ans. Il meurt trois ans plus tard.

## Œuvre
Peu d'objets sont conservés, mais quelques-uns semblent avoir inspiré des tableaux de Sébastien Stoskopff,.

Natures mortes de Sébastien Stoskopff.
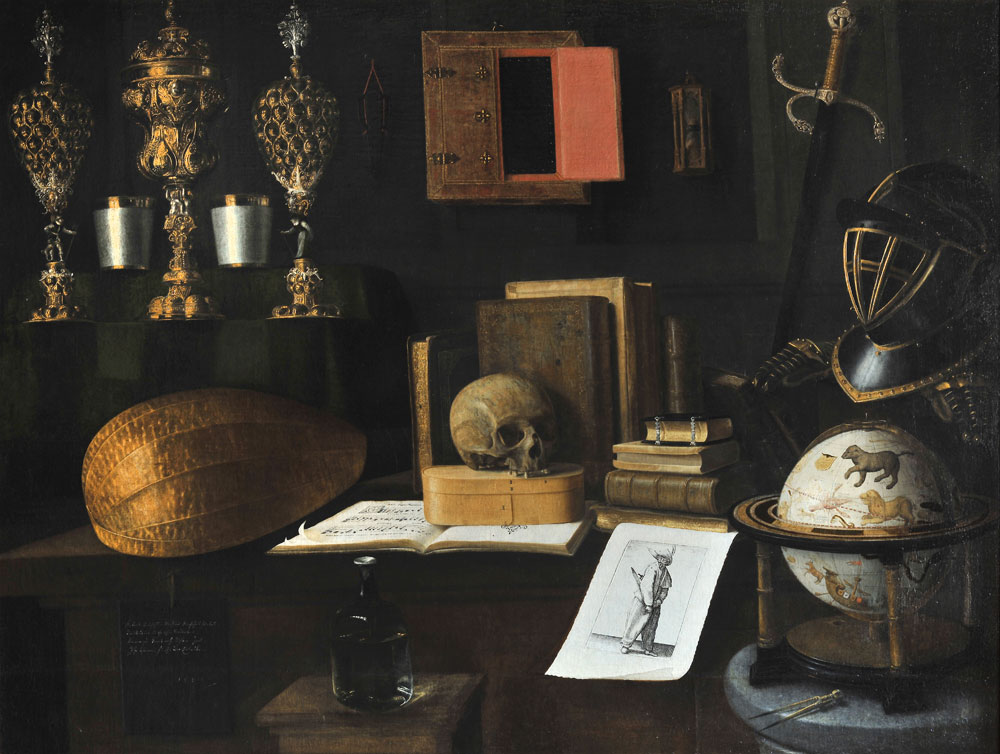
À gauche, trois hanaps et deux gobelets guillochés dans Grande Vanité (1641).
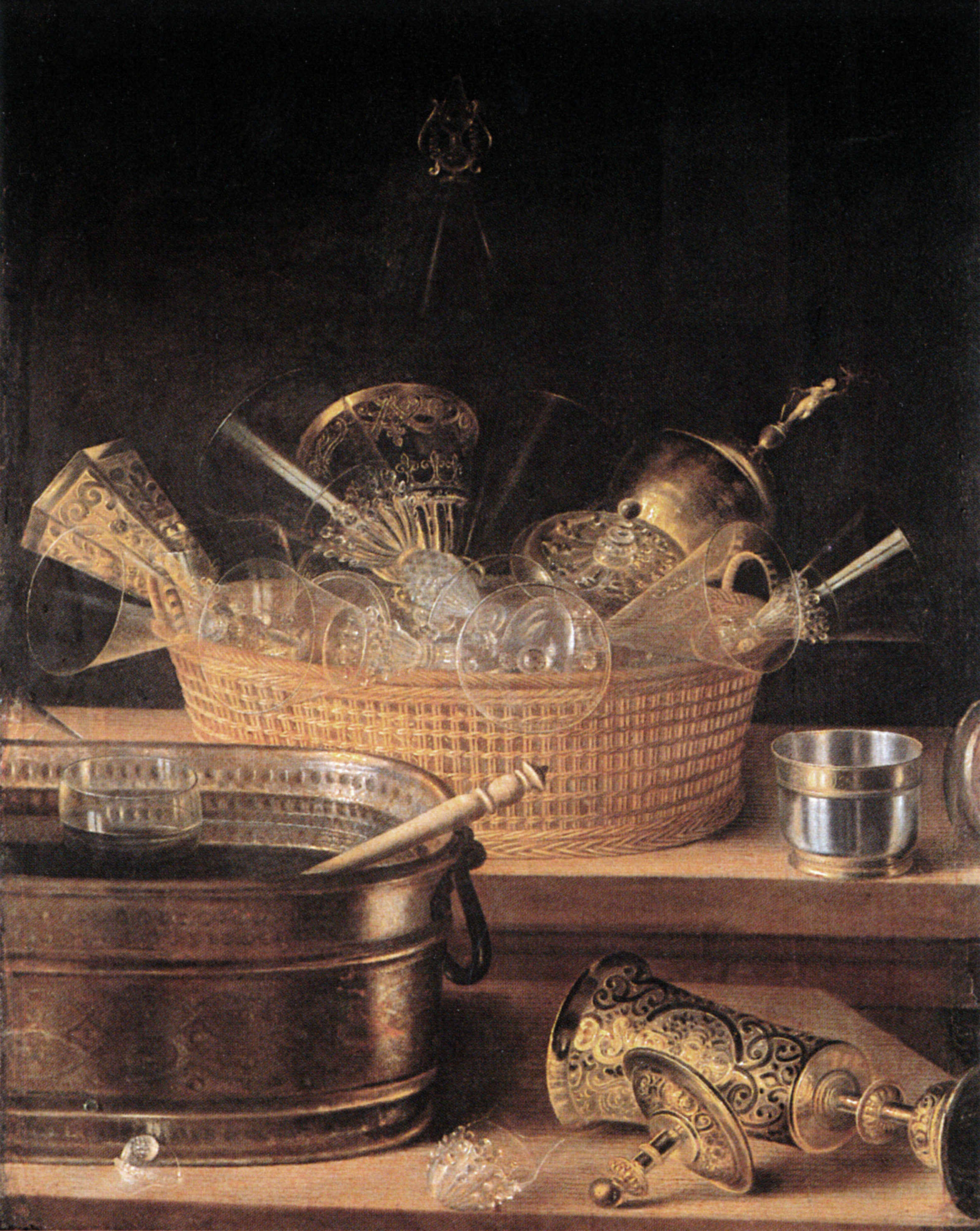
Récipients à boire dans un panier (av. 1657).

HanapUn grand hanap en noix de coco montée en orfèvrerie est exposé à Francfort-sur-le-Main.
Coupe sur piedUne coupe sur pied en forme de poire (Birnenpokal), en vermeil, qui avait appartenu à l'ancienne collection du baron de Saint-Pierre, est revenue au musée du Louvre, dans le cadre du legs Dablin en 1861, où elle a rejoint le département des objets d'art.
Sa base circulaire est ciselée d'anges musiciens et de fruits. Au centre, un personnage en ronde-bosse porte la coupe, repoussée et ciselée de médaillons et de scènes du Nouveau Testament, alors que des scènes de l'Ancien Testament sont représentées sur le couvercle, surmonté par une statuette en ronde-bosse figurant le Christ ressuscité avec, à ses pieds, quatre soldats endormis.

Coupe sur pied en forme de poire (Birnenpokal).
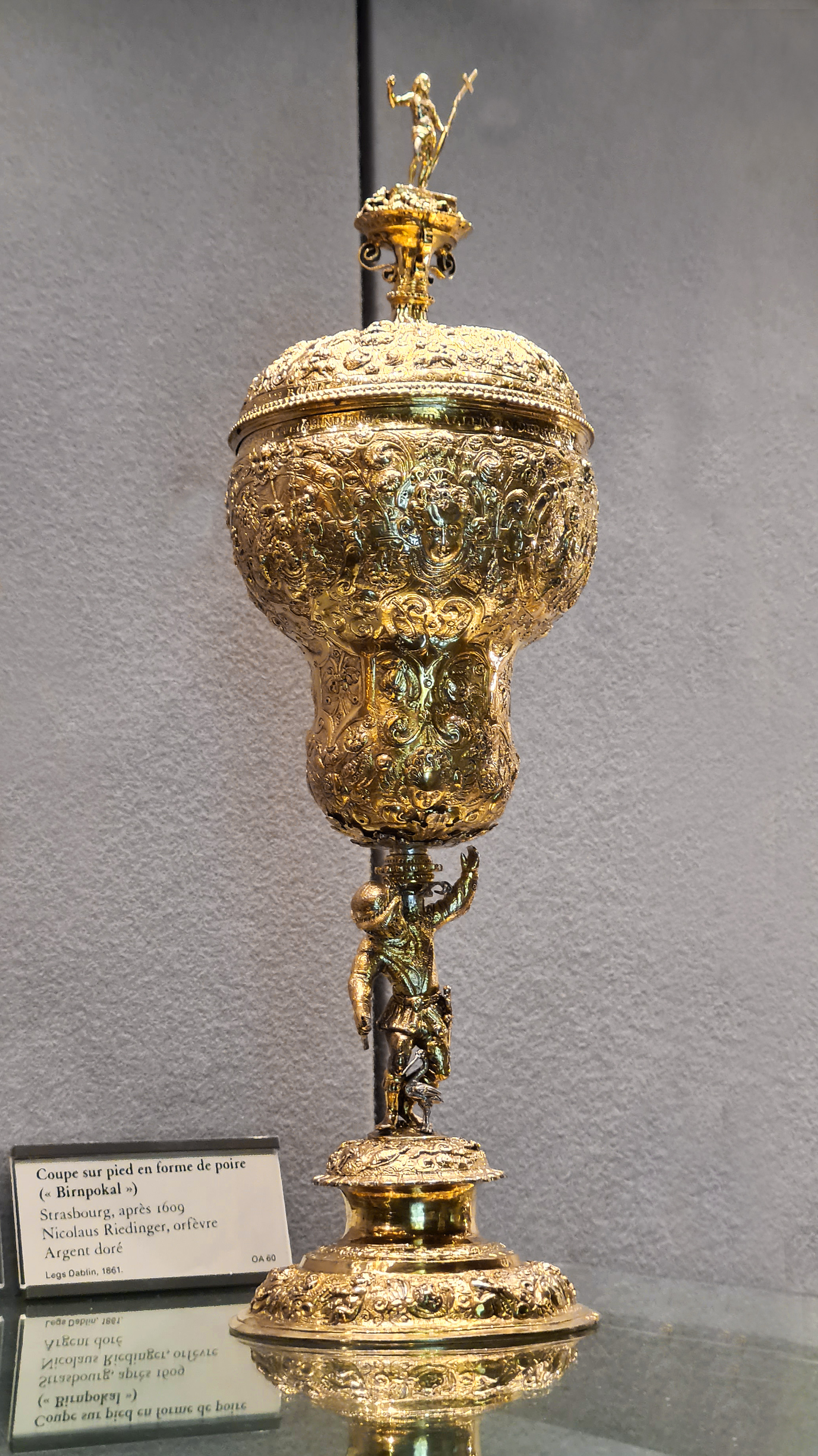
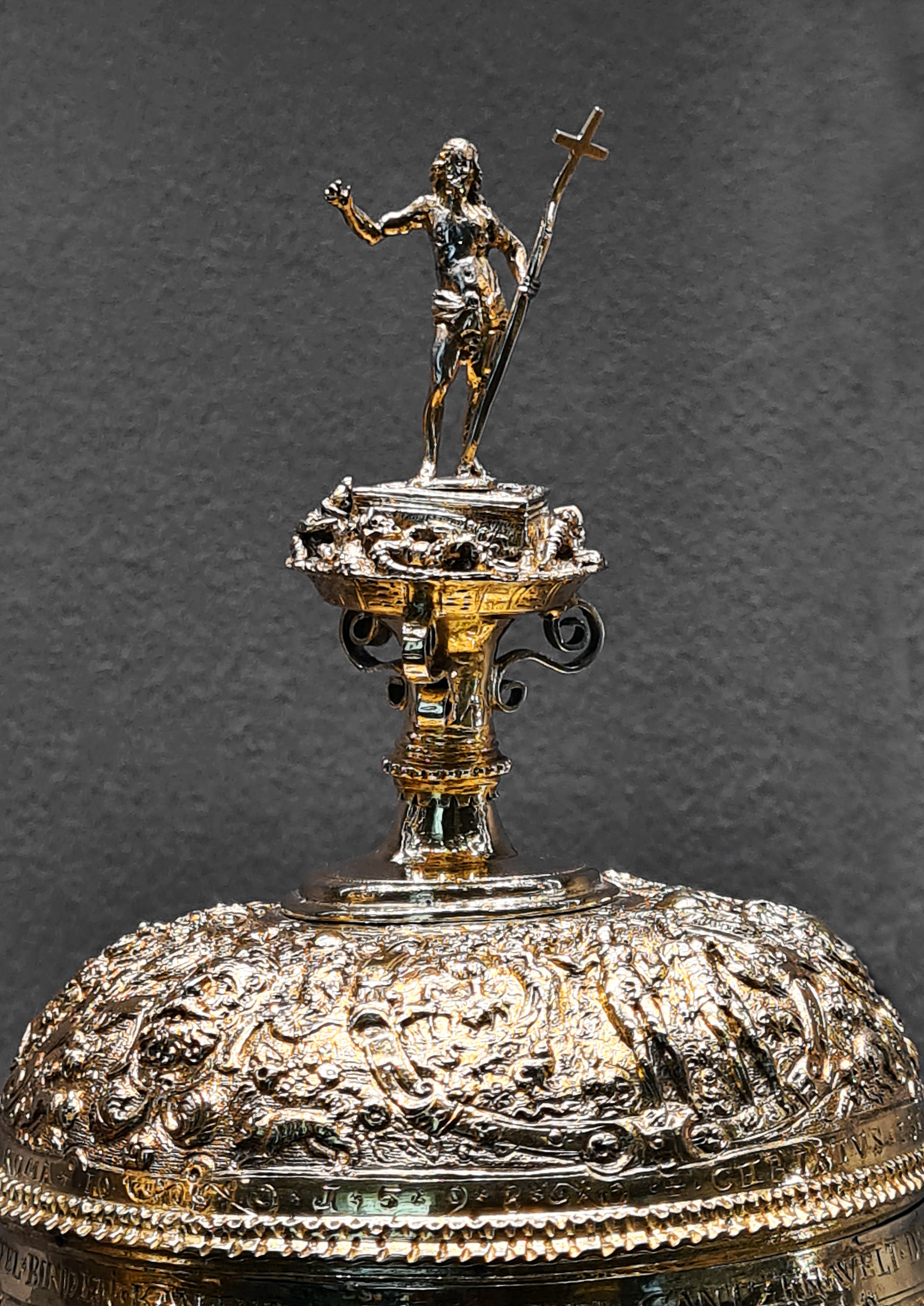
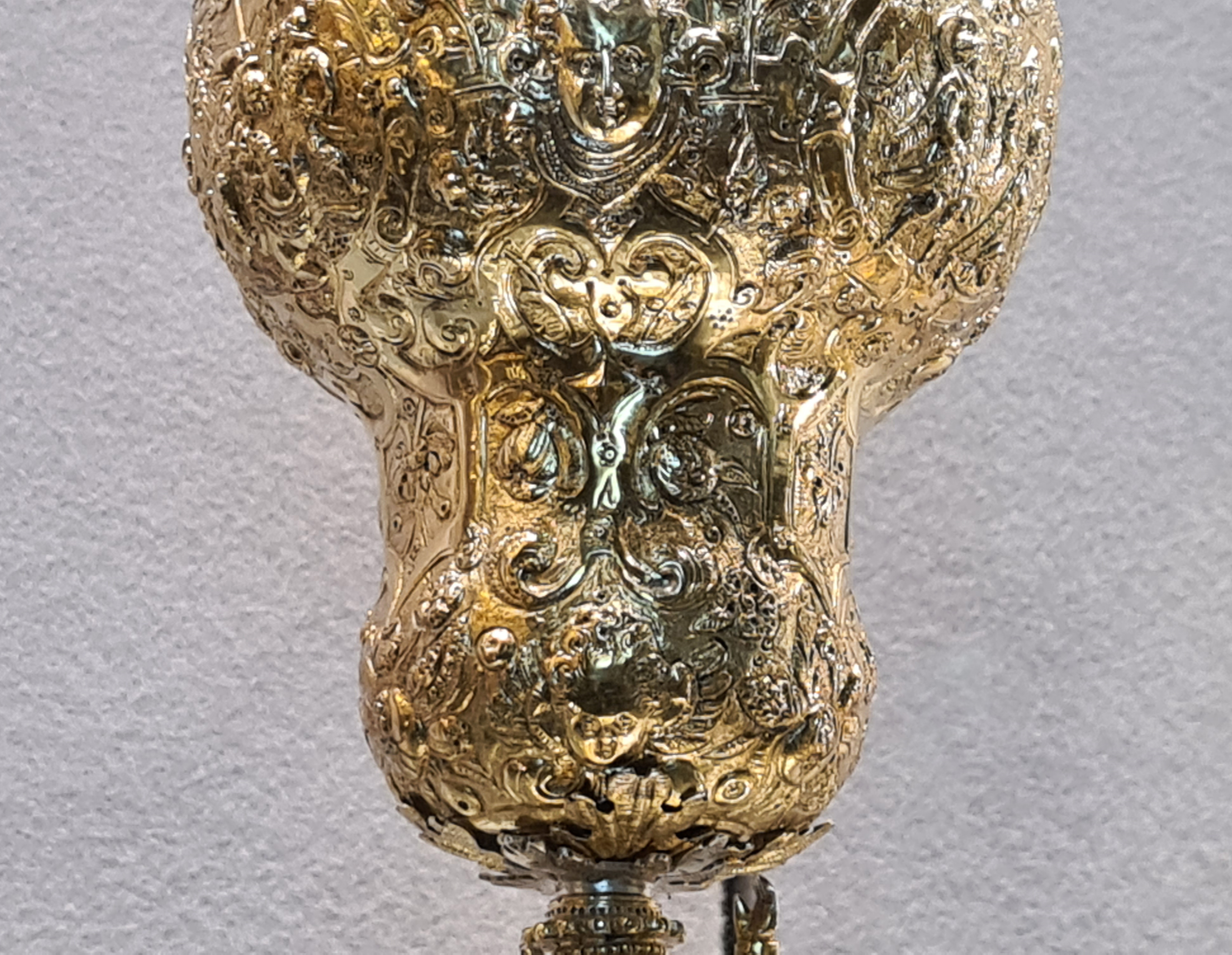
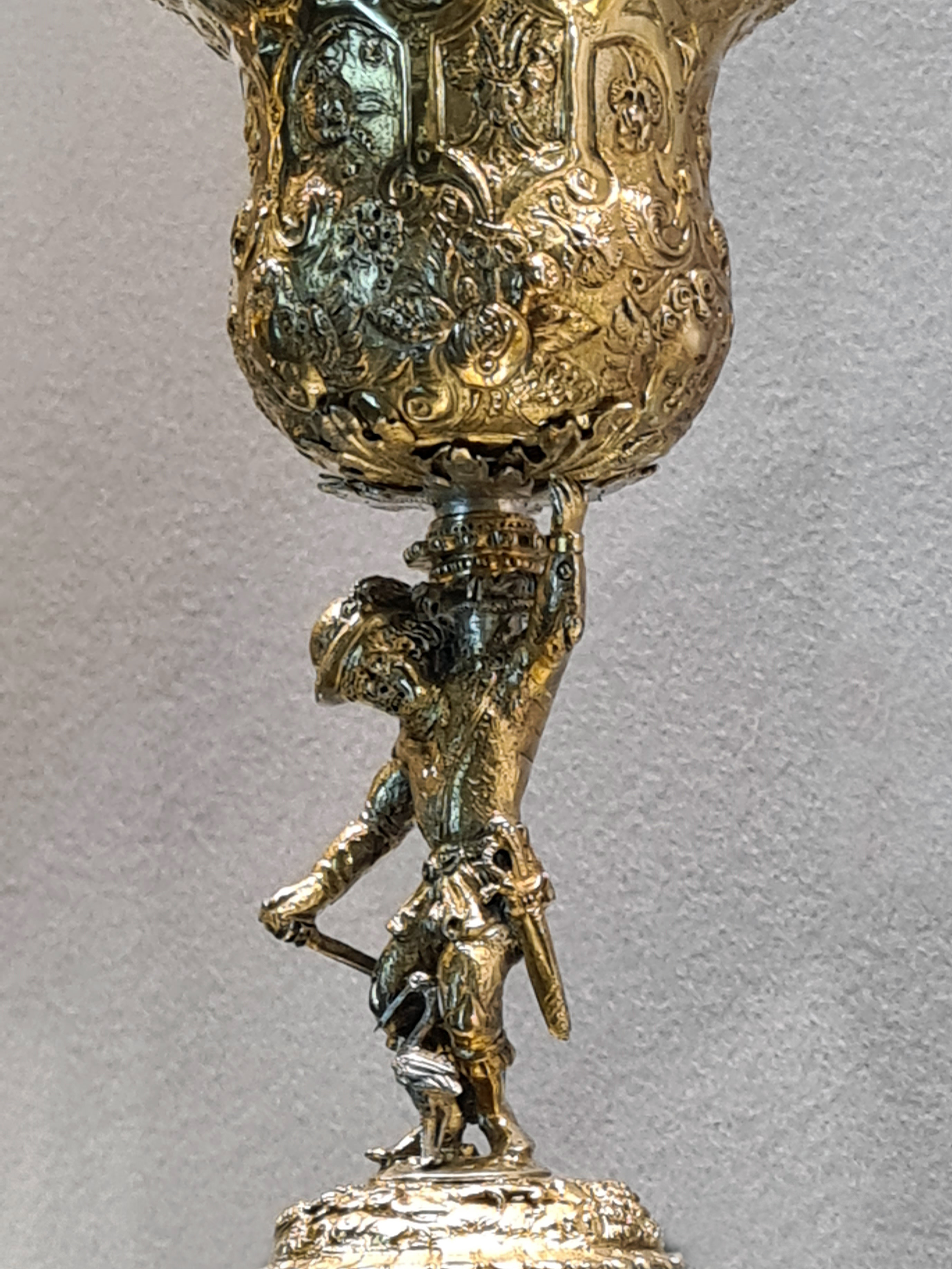
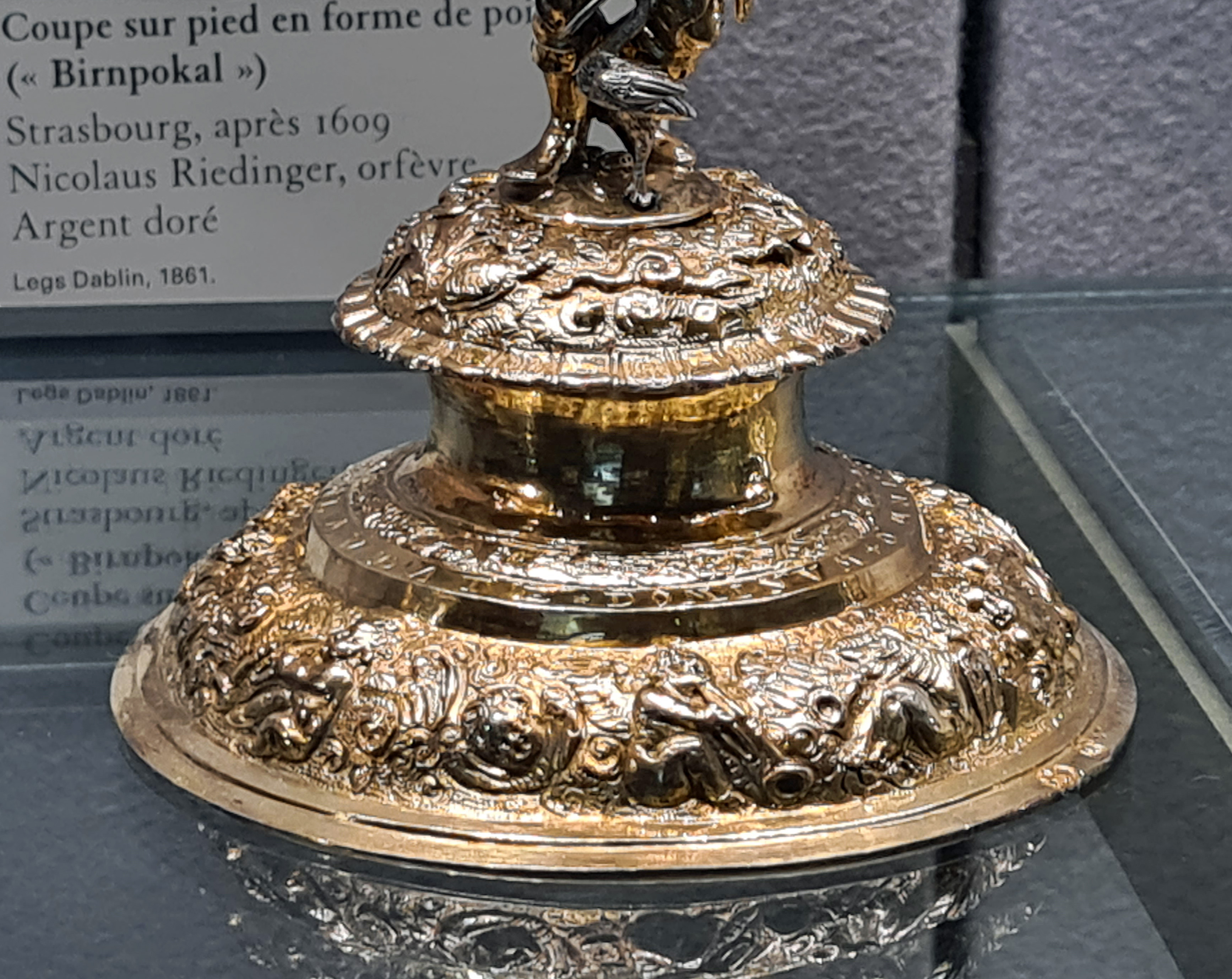

Les inscriptions sont tirées de la Bible et de textes de Luther. La pièce porte le poinçon de Strasbourg après 1567 et le poinçon de Maître (NR) dans un écu.

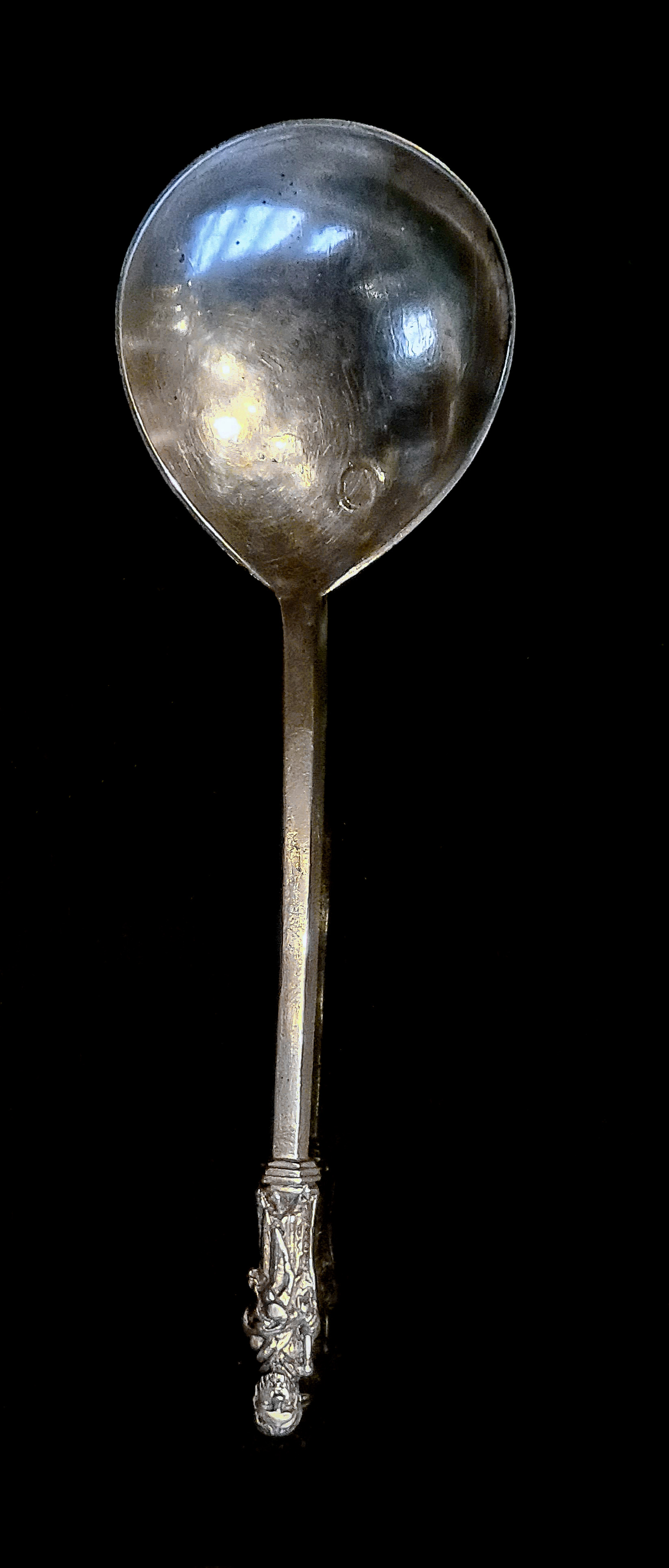
Cuiller aux armes d'Anne Odile de Ribeaupierre.

Cuiller gravéeLe musée des Arts décoratifs de Strasbourg possède une cuiller gravée portant l'inscription Anna ottilia frawlein zu Rappolstein, 1639. Elle a été offerte en 1639 par la demoiselle Anna Ottilia de Ribeaupierre (1593-1661), fille du premier lit d'Eberhardt de Ribeaupierre. Cette pièce est exposée au musée de l'Œuvre Notre-Dame pour des raisons chronologiques.
Cuillers à apôtre19 cuillers à apôtre semblables font partie du « trésor » de l'hôtel de ville de Ribeauvillé.